# Gulmåra
Gulmåra  (Galium verum L.) är en mångårig ört med många små gula blommor.

## Beskrivning
Gulmåra blir 20–70 cm hög. I sällsynta fall kan den bli 1 m hög. Den har trådsmala, till formen barrlika blad, åtta till tolv i kransar, 15–25 mm långa och 1 mm breda.
Gulmåran blommar maj–september med gula (från vitgula till orangegula) blommor i mycket rikliga och täta blomställningar. Varje blomma har fyra ståndare. Stjälken är oftast fyrkantig, men runda varianter förekommer.
Efter mitten av juli, alltså efter slåttern, utvecklar gulmåran svällande, lysande och angenämt doftande blomställningarna under flera veckors tid. Vanligen blommar arten mera tillfälligt och i svagare exemplar under eftersommaren och hösten. I förhållande till stjälk och blad har ingen annan nordisk växt en så yppig och överdådig blomskrud.
Självbefruktning förhindras genom att blommorna är självsterila. Detta är ett av naturens medel att säkerställa biologisk mångfald, alltså motverka degeneration genom inavel. Frösättning är därför beroende av insekter för pollinering.
Fröna är blanka och svarta och mognar i augusti–september, och sprids av myror. Även vegetativ förökning förekommer genom utlöpare som rotar sig, men då permanentas generna.
Fjärilslarver använder gulmåra som föda. Växten drabbas även av svampangrepp från Puccinia punctata och Thekopsora guttata.
Kromosomtal 2n = 22 eller 44.

## Underarter
- Galium verum subsp. asiaticum (Nakai) T.Yamaz.
  - Synonymer: Galium verum var. lacteum Maxim., Galium verum var. nikkoense Nakai, Galium lacteum (Maxim.) Pobed.

- Galium verum subsp. glabrescens Ehrend.
  - Synonym: Galium bassitense J.Thiébaut)

- Galium verum L. subsp. verum

- Galium verum subsp. wirtgenii (F.W.Schultz) Oborny
  - Synonymer: Galium wirtgenii F.W.Schultz, Galium vernum var. wirtgenii (F.W.Schultz) Nyman, Galium verum var. praecox Láng ex Hagenb., Galium hypanicum Klokov

## Habitat
Gulmåra utbreder sig i Eurasiens lågland. I Alperna går den så högt som åkerbruk förekommer.
Underarten Galium verum subsp. asiaticum utbreder sig från Ryssland och Fjärran Östern till Kina, Korea och Japan.
Underarten Galium verum subsp. glabrescens utbreder sig från Turkiet till västra Syrien och väsrta Iran.
Underarten Galium verum L. subsp. verum utbreder sig i tempererade områden i Eurasien och Nordafrika. I Allgäualperna i Tyrolen upp till 1 850 m ö h.
Underarten Galium verum subsp. wirtgenii utbreder sig i Centraleuropa och Östeuropa.
På Hardangervidda i Norge går gulmåra upp till 1 100 m ö h.

### Utbredningskartor
- Norden
- Norra halvklotet

## Biotop
Torra, varma, näringsfattiga gräsmarker och lössjord. Väldränerad lerjord. Soliga sydsluttningar. Följer vägkanter och växelvis torra dikesväggar och drar sig upp på kullar, berg och stenrösen. Ruderatmark. Kalkgynnad.

## Etymologi
- Galeum kommer av grekiska γαλα (gala) = mjölk. Besläktat med detta är γαλιον (galion) = löpe. Linné valde namnet galeum därför att gulmåra har förmåga att ysta mjölk på liknande sätt som löpe. Denna egenskap beror på gulmårans innehåll av kiseldioxid, som har sura egenskaper, även oegentligt kallad kiselsyra.[1]
- Verum kan härledas från latin verus = äkta.
- Ett äldre vetenskapligt namn var Galium luteum, av latin luteus = gul.

## Legenderom gulmåra
Enligt en legend i Bibeln födde Jungfru Maria Jesus i ett stall och lade det nyfödda barnet i en krubba bäddad med halm. Överfört till svensk tradition från det gamla bondesamhällets tid blev krubban en vagga, och halmen byttes mot gulmåra.
Någon gång kan man i litteraturen se ett påstående att det var Jungfru Maria själv som låg i en säng bäddad med gulmåra, men det torde vara en nutida misstolkning av bygdemålets Jungfru Marie sänghalm.

## Bygdemål
| Namn                     | Trakt                        | Referens | Förklaring |
| ------------------------ | ---------------------------- | -------- | --- |
| Glyttaskida              | Skåne                        |          | Glytt = barnunge, skid = skit, d v s avföring |
| Frillogräs               |                              |          | Gör kvinnor kärlekskranka |
| Honingsgräs              | Västergötland                | [ 2 ]    | Förr skilde man inte mellan örter och gräs, utan det vi i dag menar med örter kallades då också gräs. Honing är ett äldre ord för det som vi idag kallar honung, och man torde därmed ha menat att de välluktande blommorna hade en doft av honung. |
| Jomfruris                | Småland (Stranda, Kinnevald) |          | |
| Jumfru Majas sänghalm    | Småland (Västbo)             |          | |
| Jungfru Mariæ sänghalm   |                              |          | |
| Jungfru Marias vaggegräs |                              | [ 3 ]    | |
| Klammeris                |                              |          | |
| Mölkysta                 |                              |          | Har förmåga ysta mjölk på liknande sätt som löpe |
| Moregräs                 | Dalsland                     |          | More är samma ord som måra |
| Osämjegräs               |                              |          | |
| Trätegräs                |                              |          | |
| Viloreda                 |                              | [ 4 ]    | En "inredning där någon vilar" |

## Användning
I 1800-talets bondesamhälle stoppade man madrasser och kuddar med gulmåra för att hålla ohyra borta. Det är innehållet av kumarin som har denna avskräckande effekt för dess smådjur.
Vid kyrkans högmässa medfördes en kyrkbukett med gulmåra att lukta på för att inte somna under en lång predikan.
En i folktron lokal anpassning till legenden om gulmåra i jesu krubba var att man lade gulmåra i ett litet barns vagga för att skydda det mot trolldom.

### Växtfärgning
Blommorna ger med alun som betmedel gul färg på ylle och siden. Roten ger särskilt god röd färg. 

### Medicinsk användning
Inom alternativmedicin:
- Utvärtes vid sårbehandling som adstringerande medel.
- Invärtes kramplösande och urindrivande.
- Homeopatiskt.

Medicinskt verksamma ämnen, som kan utvinnas från gulmåra är:
- Flavonoider (2 %)
- Iridoid-glykosid
- Asperulosid, C18H22O11
- Monotropein, C16H22O11
- Klorogensyra, C16H18O9
- Quercetin, C15H10O7
- Isorutin, C37h30O16 (Rutin)
- Palustrosid
- Cyanosid
- Kiseldioxid, SiO2
- Kumarin, C9H6O2
- Spår av antrakinon-derivat C14H8O2 (antrakinon)

I färska växter finns ett löpeliknande protein som koagulerar mjölk. Gulmåra används än idag vid tillverkning av chester-ost, som får både färg och smak från gulmåran.
Blommorna kan användas för smaksättning av brännvin, i Danmark kallat bjæsk.
Fröna kan rostas och användas som kaffesurrogat.

## Bilder

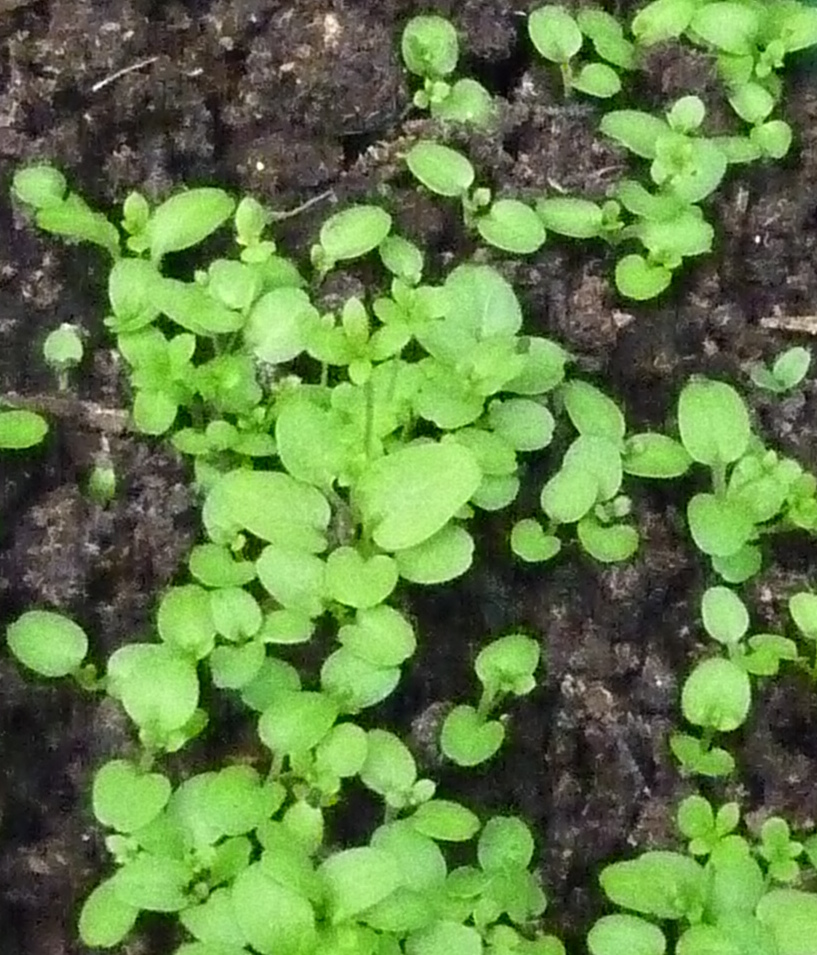
Två veckor efter sådd
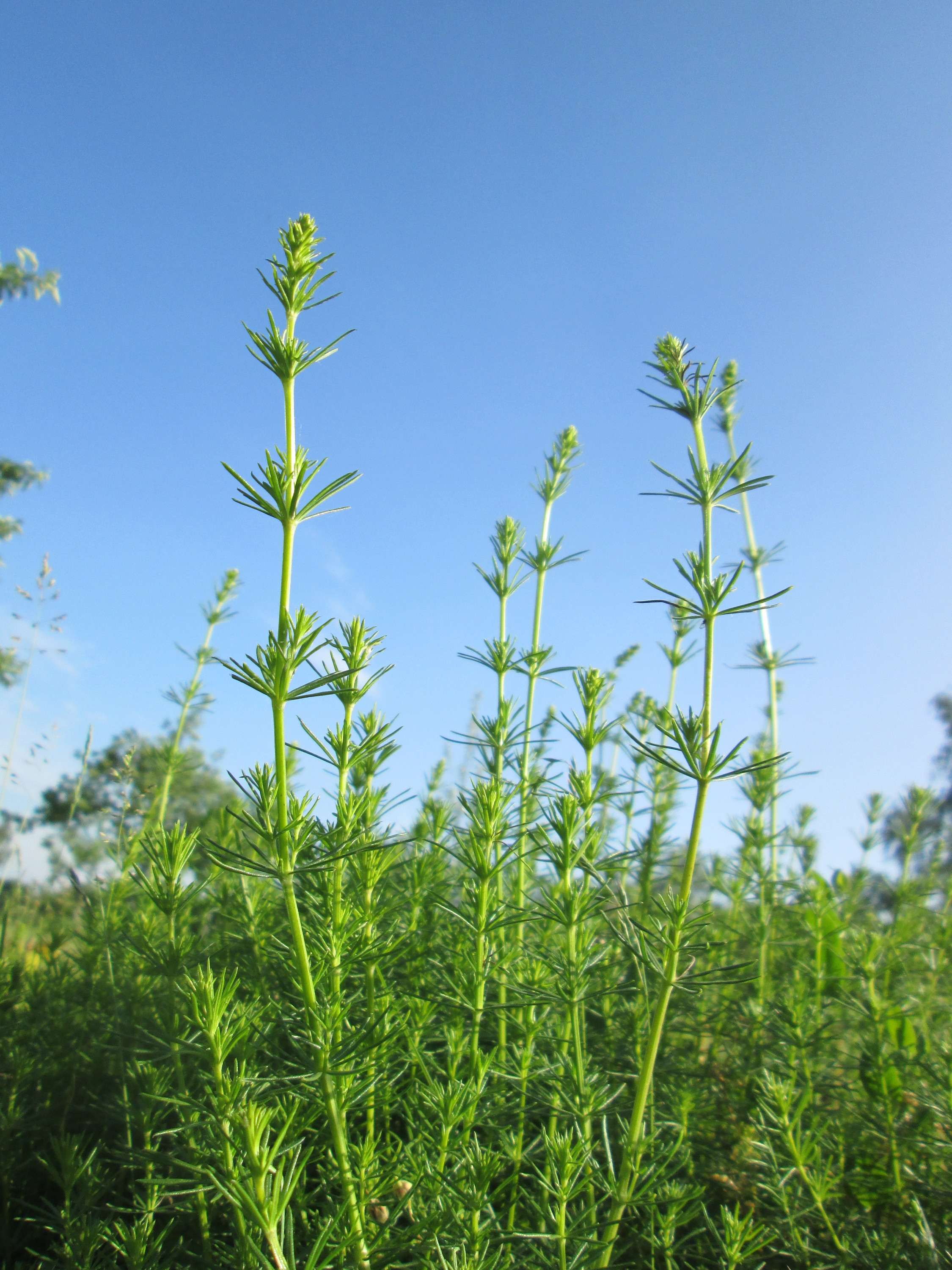
Före blomningen
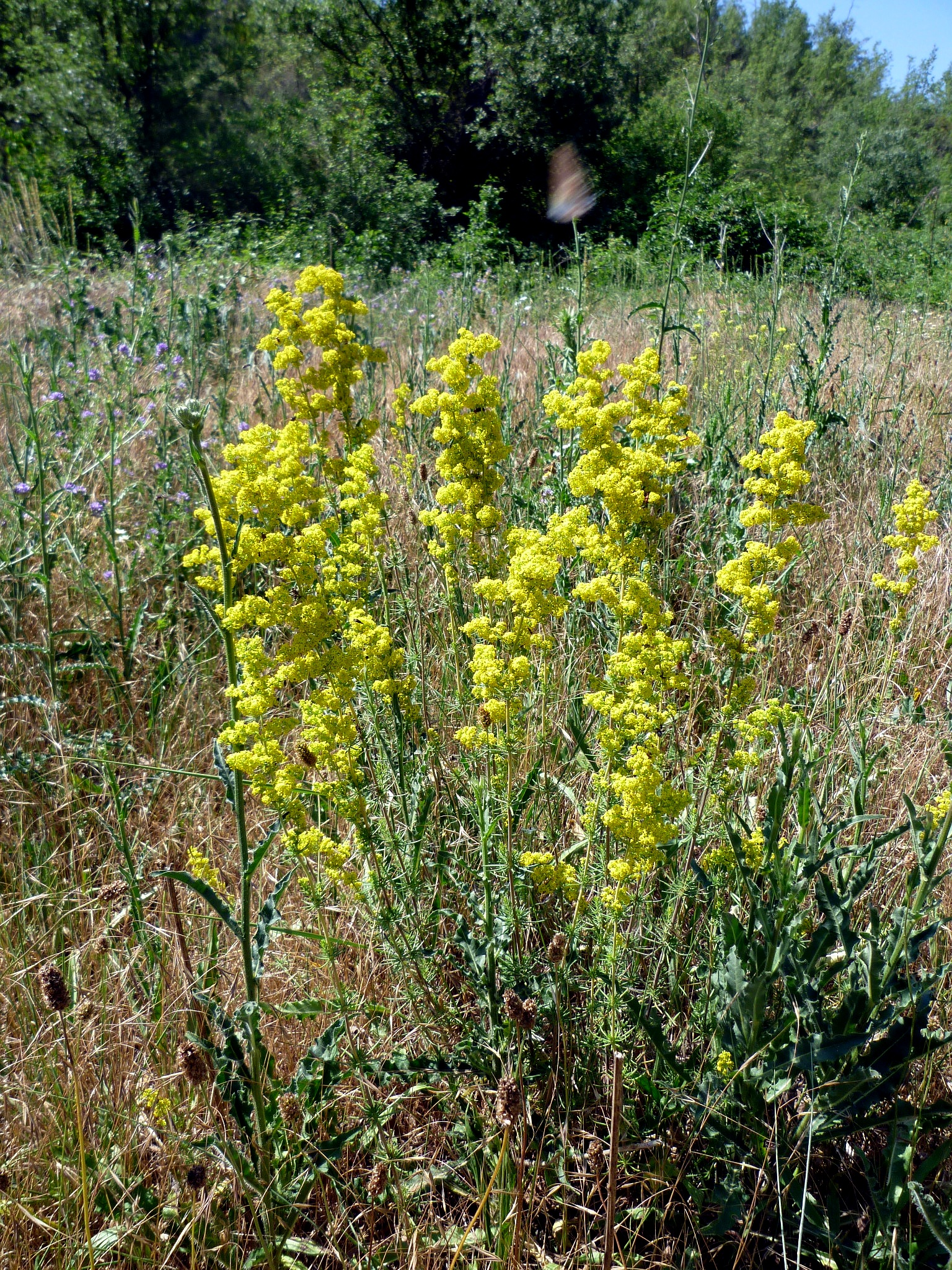
Habitat
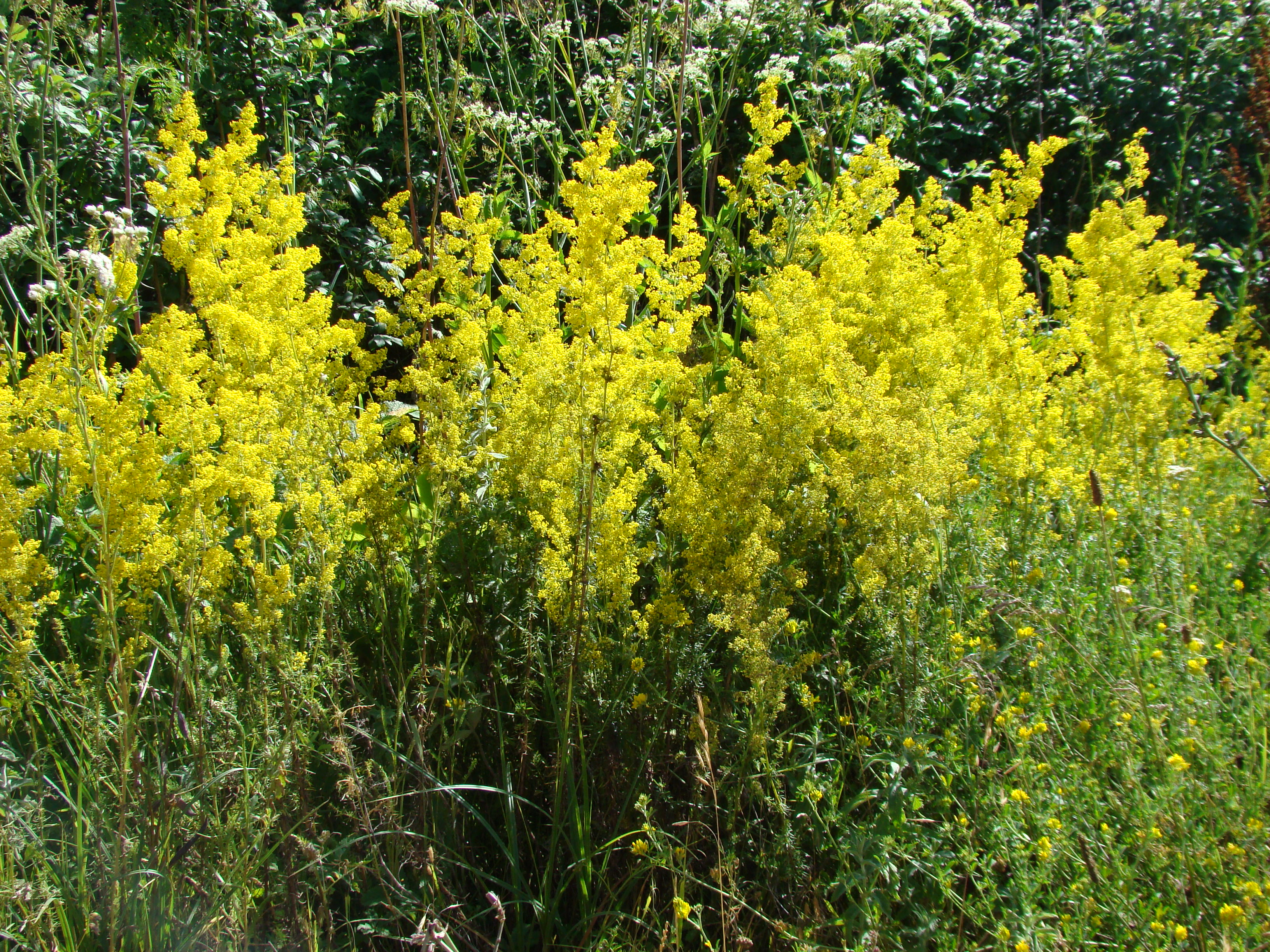
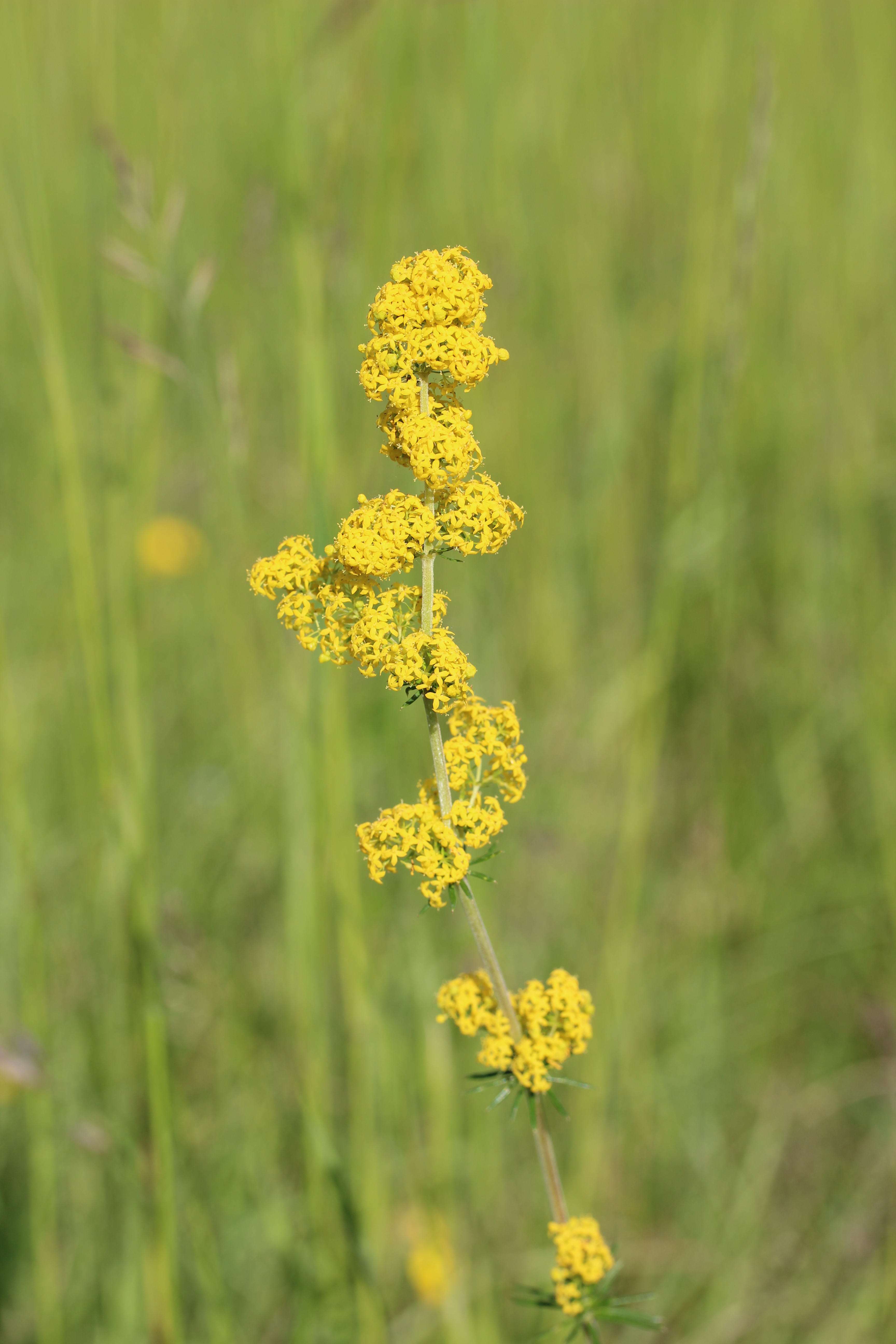
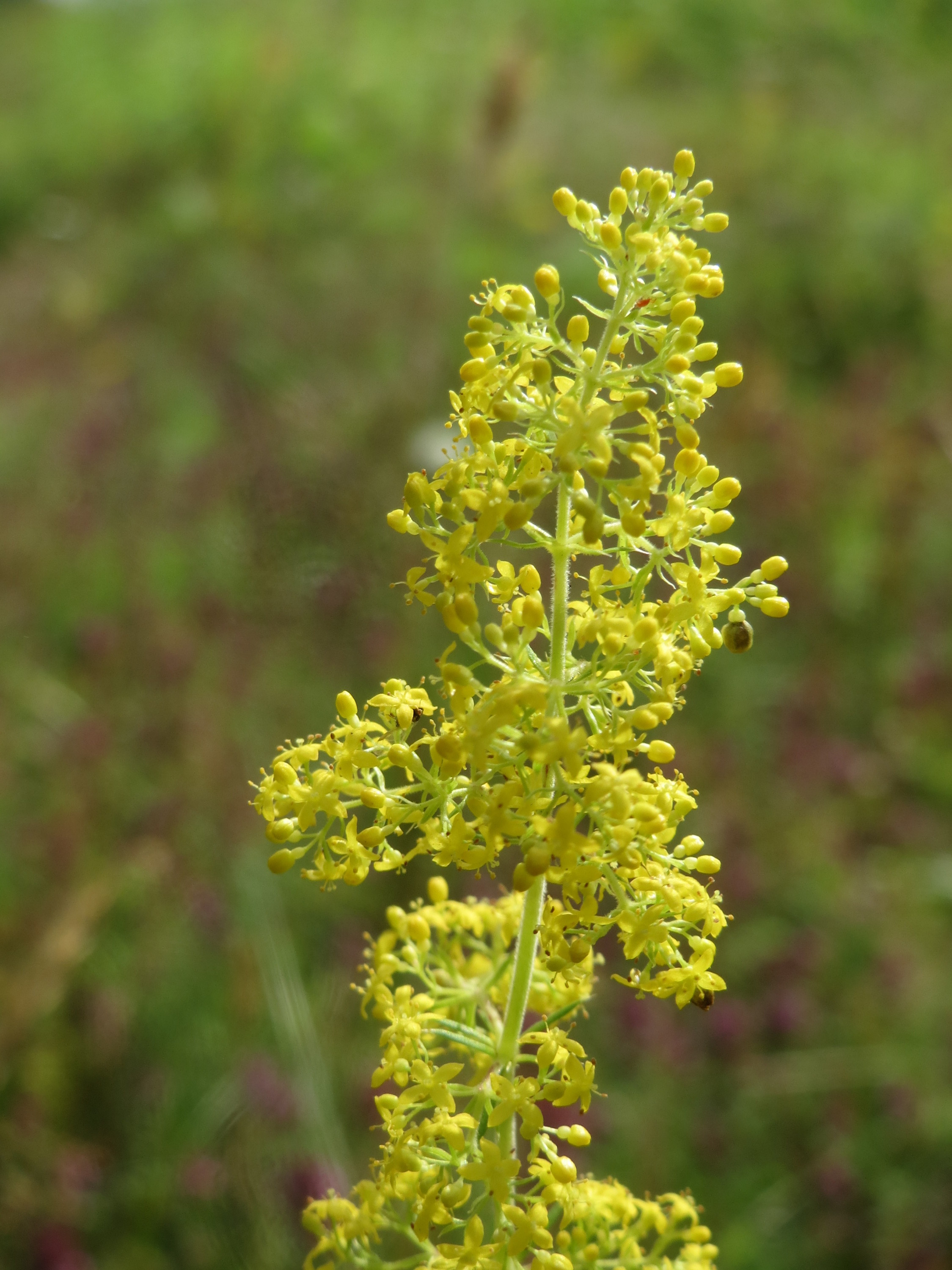
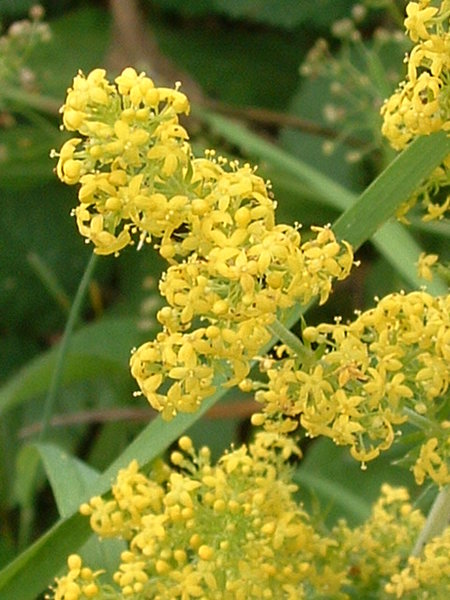
Galium verum
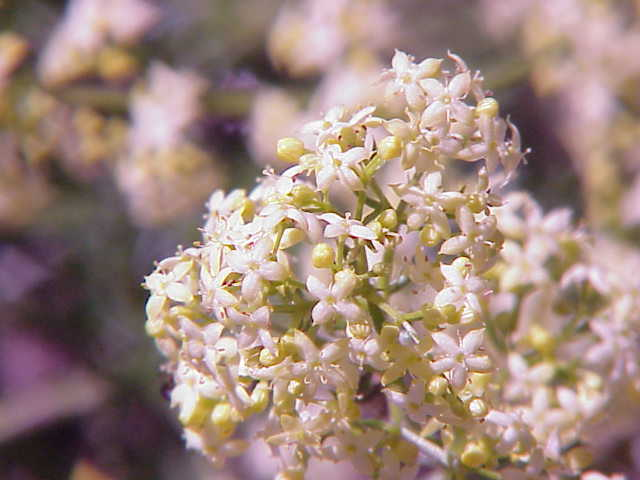
Färgvariant
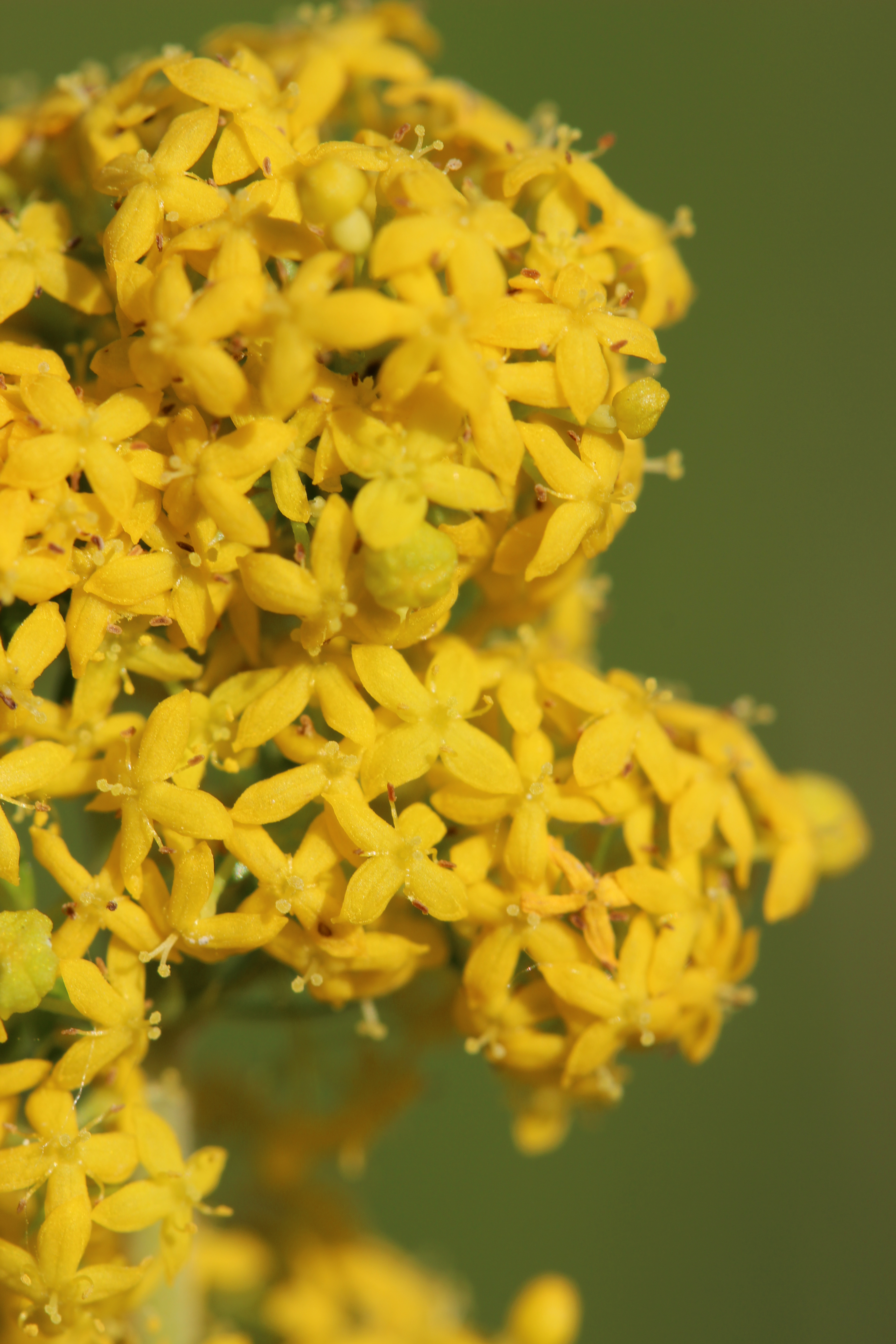
Färgvariant
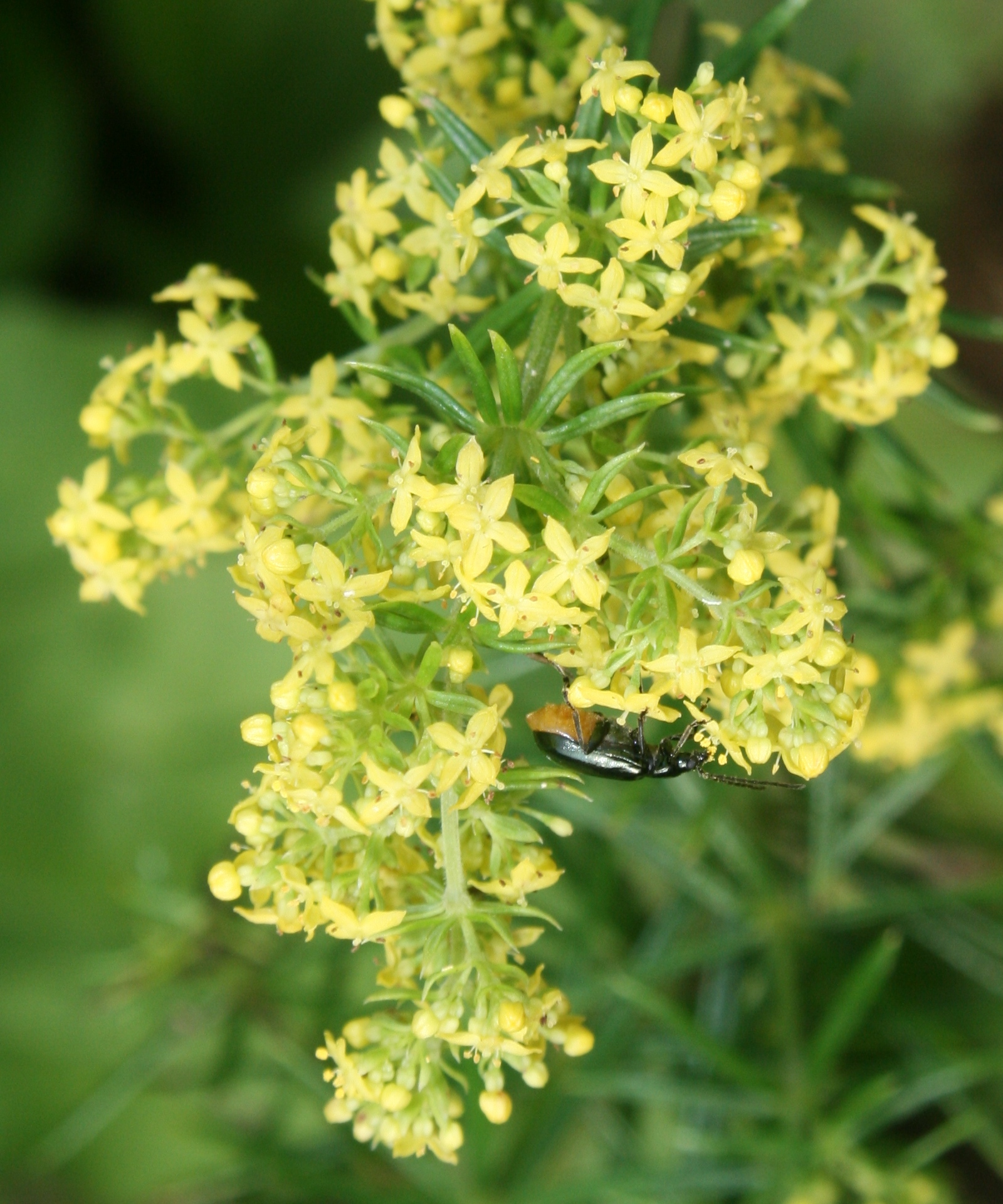
Galium verum var. asiaticum En nektarsökande och pollinerande insekt syns undertill
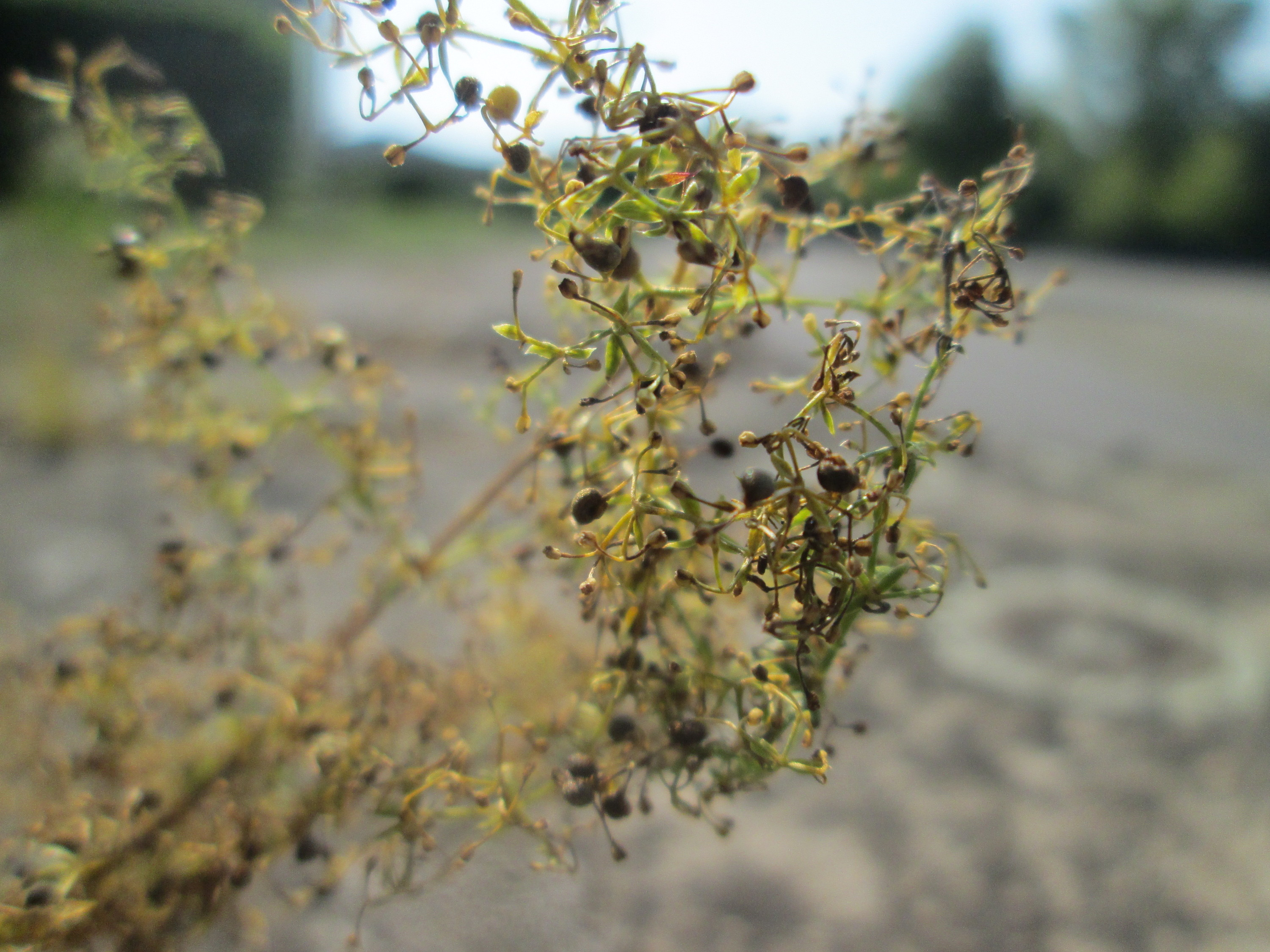
Utblommad
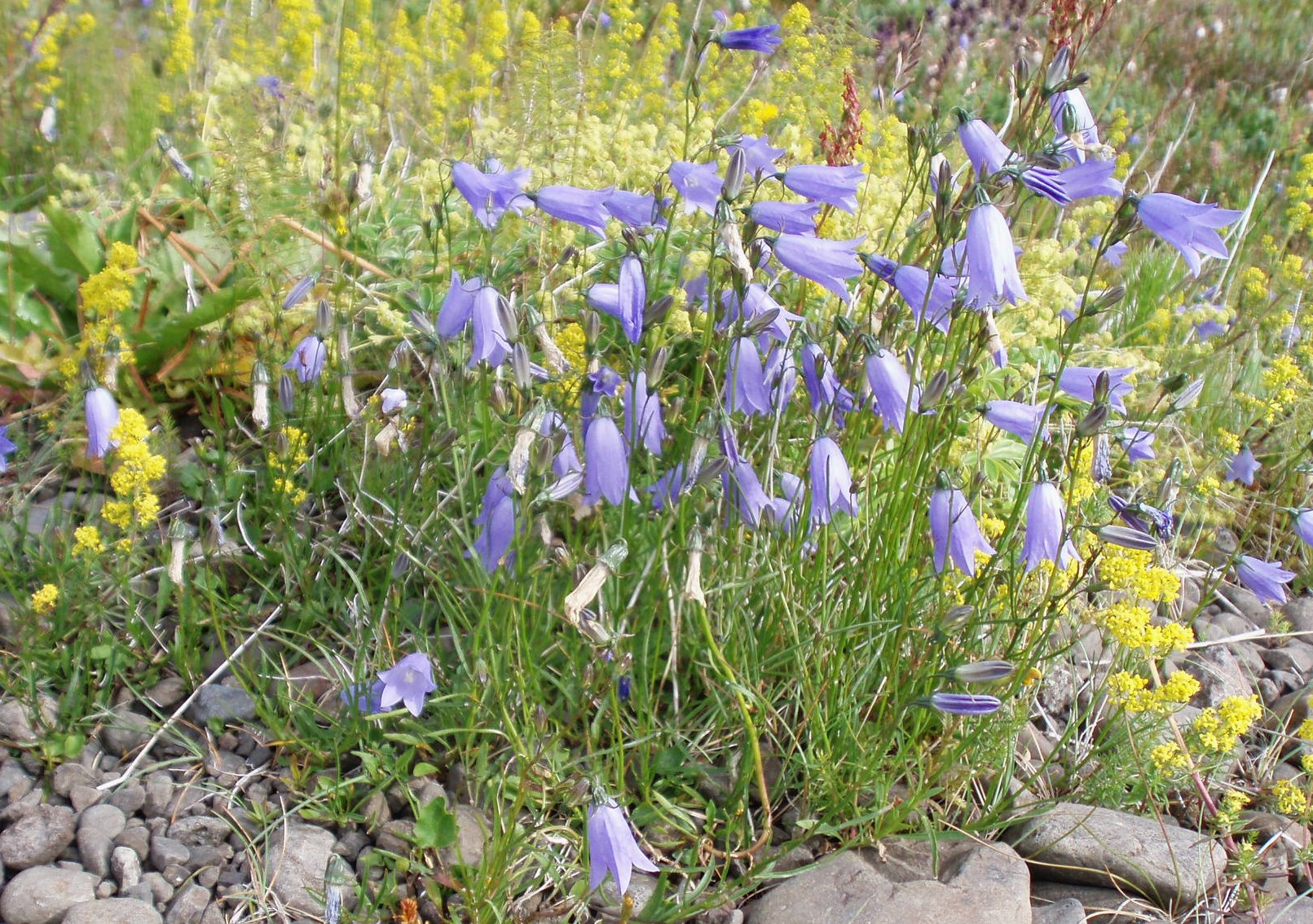
På Island tillsammans med blåklocka

Noter
1. 1 2  Örtmedicin och växtmagi, sida 138, Det_Bästa, Stockholm 1982, ISBN 91–7030–073–9
2. ↑  Ernst Rietz: Svenskt dialektlexikon, sida 261 
, 
Gleerups, Lund 1862 – 1867 / faksimilutgåva Malmö 1962
3. ↑  Jungfru Marias vagge-gräs i Johan Ernst Rietz, Svenskt dialektlexikon (1862–1867)
4. ↑  Ernst Rietz: Svenskt dialektlexikon, sida 271
,
 Gleerups, Lund 1862 – 1867, faksimilutgåva Malmö 1962